# Norwegia
Norwegia (bokmål Norgeⓘ lub nynorsk Noregⓘ), oficjalnie Królestwo Norwegii – państwo w Europie Północnej będące monarchią konstytucyjną, którego terytorium obejmuje zachodnią i północną część Półwyspu Skandynawskiego, Jan Mayen, Svalbard, Wyspę Bouveta i Lofoty. Ma łączną powierzchnię 385 207 km² i liczy 5 367 580 mieszkańców (2015). Graniczy ze Szwecją, Finlandią i Rosją. Kraj ma również granicę morską (przez cieśninę Skagerrak) z Danią. Stolicą Norwegii jest Oslo. Długa, licząca ponad 20 tys. kilometrów linia brzegowa znana jest z charakterystycznych zatok, tzw. fiordów. Nazwa kraju pochodzi od staronordyckiego nord vegen (pol. droga na północ).

## Geografia
Norwegia jest drugim (po Islandii) najrzadziej zaludnionym państwem europejskim. Średnia gęstość zaludnienia wynosi ok. 14 mieszkańców na 1 km². Ludność jest skupiona głównie w południowej części kraju, w regionie Oslofjord oraz na wybrzeżach. W miastach mieszka 3,3 mln osób (73% ludności, dane z roku 2001). Największą aglomeracją jest Oslo. Średnia gęstość zaludnienia aglomeracji wynosi 3787 osób na km². Inne duże miasta Norwegii to Bergen, Stavanger, Trondheim, Tromsø, Drammen, Fredrikstad, Molde, Lillestrøm, Kristiansand, Narwik.

### Granice
Norwegia graniczy z:
- Finlandią na odcinku 736 km
- Szwecją na odcinku 1630 km
- Rosją na odcinku 198 km

### Klimat
Południowa i środkowa Norwegia jest położona w strefie klimatu umiarkowanego morskiego, a północ (za kołem polarnym) w strefie umiarkowanego chłodnego morskiego, graniczącego na północnych wybrzeżach z subpolarnym. W niektórych rejonach kraju śniegi utrzymują się cały rok, a temperatura zimą dochodzi do –40 °C, chociaż zdarzają się jeszcze silniejsze mrozy.

## Historia
Najstarsze ślady działalności człowieka w Norwegii odkryto koło Komsa w okręgu Finnmark i niedaleko Fosna w Nordmøre. Znaleziska te datowane są na lata 9000 p.n.e. – 8000 p.n.e.
W 793 r. atakiem na angielski klasztor Lindisfarne rozpoczęła się epoka wikingów. Od tego roku skandynawscy najeźdźcy na długich łodziach często widziani byli w portach Europy Północno-Zachodniej. Norwescy wikingowie dotarli do Islandii, Irlandii (założyli tam miasto Dublin), Grenlandii, a także do Ameryki.

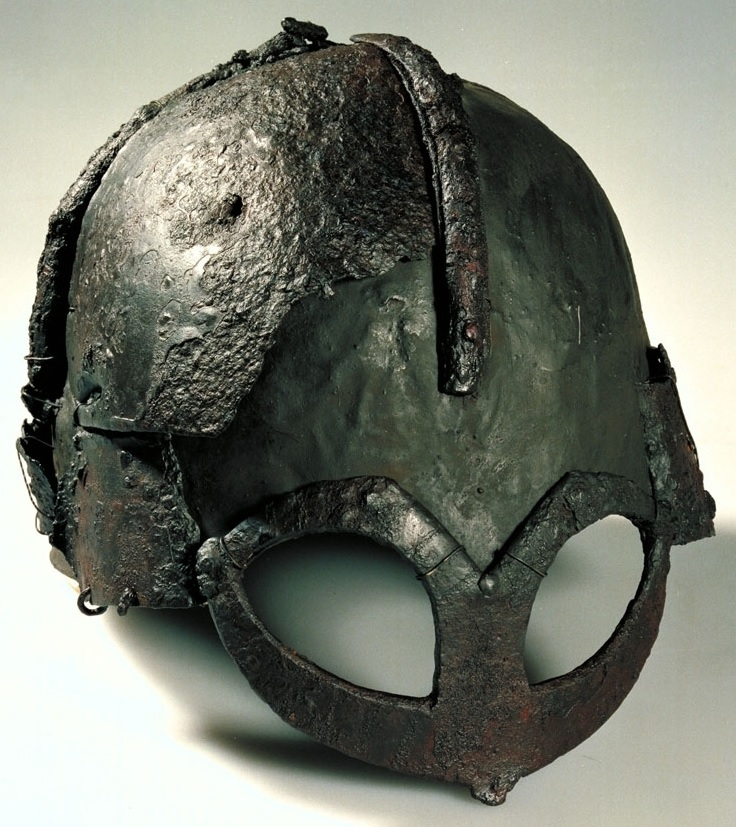
Hełm Gjermundbu znaleziony w Buskerud jest jedynym znanym możliwym do zrekonstruowania hełmem z epoki wikingów

We wczesnym średniowieczu kraj podzielony był pomiędzy lokalnych władców. Jednym z pierwszych, którzy podjęli próbę zjednoczenia, był Harald Pięknowłosy (norw. Harald Hårfagre). To właśnie on w roku 872, po bitwie pod Harsfjorden założył pierwszą w Norwegii siedzibę królewską – Avaldsnes.
Pierwszy kościół powstał w Norwegii w Moster w 995 roku, za sprawą króla Olafa Tryggvasona. Jako symboliczny moment chrystianizacji kraju uznaje się jednak bitwę pod Stiklestad, gdzie poległ władca Norwegii Olaf Haraldsson, uznany później świętym. XIII wiek to czas świetności Norwegii: pod panowaniem Håkona IV w skład terytorium norweskiego wchodziły także Jämtland, Islandia, Wyspy Owcze, Orkady, Szetlandy i Grenlandia. W XIV wieku kraj został osłabiony przez zwiększające się wpływy Hanzy, epidemię czarnej śmierci w 1349 i walki o tron. Po śmierci Håkona VI w 1380 tron objął jego syn Olaf IV, a następnie żona zmarłego króla, Małgorzata I, która była także królową Danii, a później i Szwecji. W 1397 Norwegia, Szwecja i Dania zawarły unię, zwaną kalmarską. Szwecja wyłamała się z unii w 1523. Norwegia, coraz bardziej zależna od Danii, pozostała w unii do 1814. Wtedy to zwycięzcy w wojnach napoleońskich podpisali traktat w Kilonii, na podstawie którego Norwegia miała stać się częścią Szwecji, jako odszkodowanie dla tej ostatniej za stratę Finlandii na rzecz Rosji. Uchwalona 17 maja 1814 (w Eidsvoll) Konstytucja Norwegii była próbą odzyskania przez kraj całkowitej suwerenności. Skończyło się jednak na unii personalnej ze Szwecją. Pełną suwerenność odzyskali Norwegowie w 1905, w wyniku referendum niepodległościowego.
W I wojnie światowej kraj zachował neutralność. W II wojnie światowej również próbował pozostać neutralny – jednak, zaatakowany przez wojska niemieckie 9 kwietnia 1940, przystąpił do antyhitlerowskiej koalicji. Pierwsze lata powojenne to lata rządów Norweskiej Partii Pracy. Odbudowano Norweskie Siły Zbrojne. W 1949, po długich debatach nad kierunkiem polityki zagranicznej, państwo przystąpiło do NATO. W sprawie przystąpienia do Unii Europejskiej odbyły się w Norwegii dwa referenda: w 1972 i 1994 r. Oba zakończyły się niewielką przewagą strony opowiadającej się przeciw członkostwu w Unii. Wskutek odkrycia złóż ropy naftowej i gazu ziemnego pod dnem Morza Północnego w latach 60. i 70. XX wieku, Norwegia jest obecnie jednym z najbogatszych krajów świata.

## Ustrój polityczny

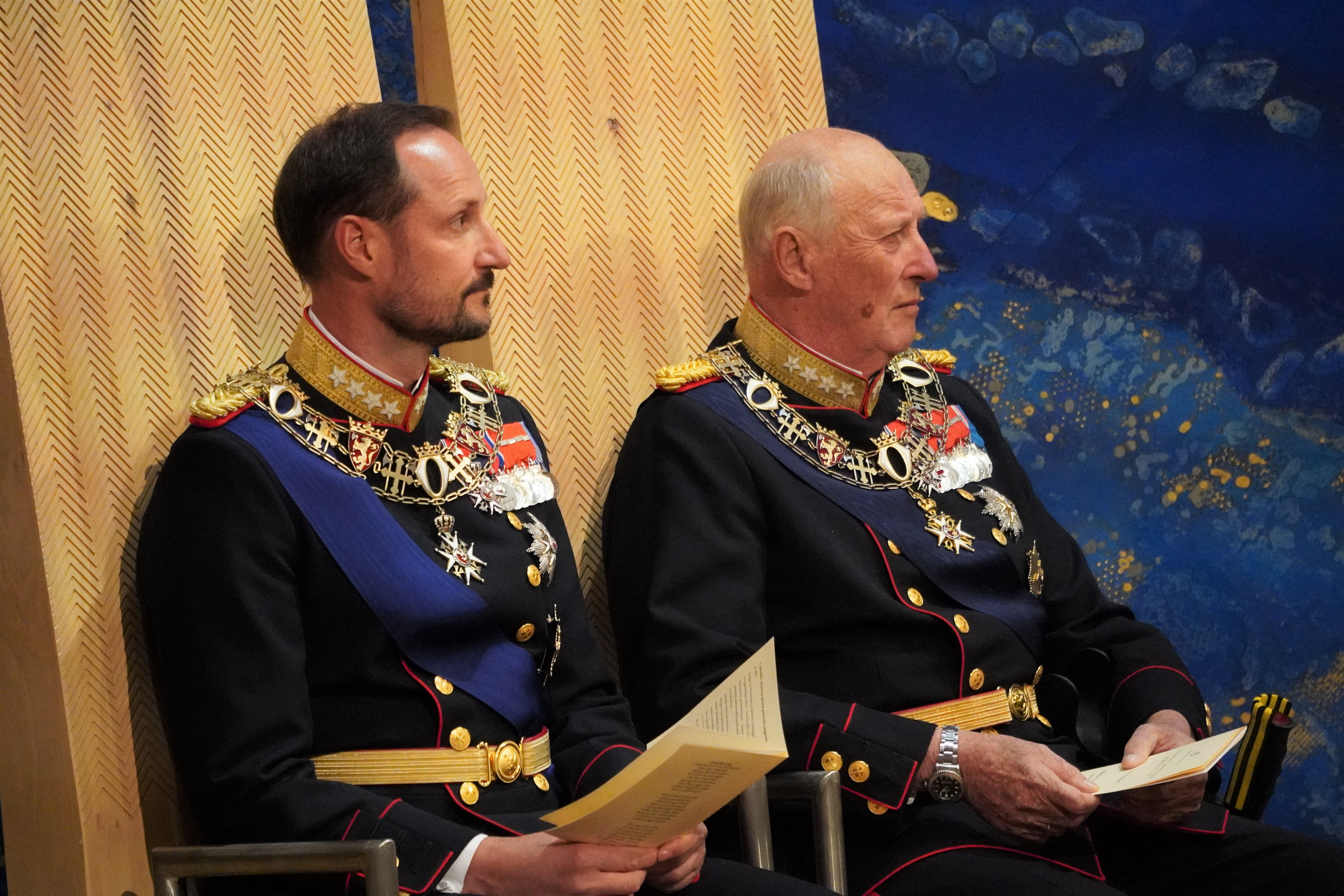
Haakon (książę Norwegii) i król Harald V

Norwegia jest monarchią konstytucyjną. Według konstytucji król ma bardzo szeroką władzę: wybiera Radę Państwa, w skład której wchodzą premier i co najmniej siedmiu innych członków, egzekwuje podatki, mianuje wszystkich urzędników cywilnych, kościelnych i wojskowych, jest naczelnym dowódcą sił lądowych i morskich, ma też prawo łaski.
W rzeczywistości władza wykonawcza spoczywa jednak w rękach rządu, na czele którego stoi premier. Władza ustawodawcza jest w rękach Stortingu (jednoizbowy parlament), w którym zasiada łącznie 169 deputowanych. Wybierany jest na kadencję czteroletnią. Projekty ustaw wnoszone są przez jego członków lub rząd za pośrednictwem członka Rady Państwa. Konstytucja Norwegii obowiązuje od 17 maja 1814 roku, z późniejszymi zmianami.

### System prawny
System prawny Norwegii stanowi swoiste połączenie systemów common i civil law. Występują tu zarówno prawo ustawowe (stanowione), co jest typowe dla systemów kontynentalnych, jak i prawo precedensowe typowe dla systemów anglosaskich. Za wiążące uchodzą jednak jedynie orzeczenia wydawane przez Norweski Sąd Najwyższy; przy czym w wyjątkowych przypadkach dopuszczalne jest niezastosowanie się przez sąd niższej instancji do takiego precedensu (tzw. antycypacyjny overruling). Ponadto dzisiaj SN nie jest w Norwegii związany swoim własnym orzecznictwem i może je w każdej chwili zmienić. W praktyce tak jak brytyjska Izba Lordów (dzisiejszy SN Zjednoczonego Królestwa), wyraźnie dąży on jednak do zachowania konsekwencji w orzekaniu. Również język prawniczy jest u Norwegów bardziej potoczny aniżeli wyspecjalizowany, jak ma to miejsce w kontynentalnych systemach prawnych. W Norwegii tak jak w krajach anglosaskich brak jest Trybunału Konstytucyjnego, a badaniem zgodności ustaw z „formalną” Konstytucją zajmuje się SN w związku z rozpoznawaniem konkretnych spraw sądowych (tj. in concreto, a nie in abstracto).

## Siły zbrojne

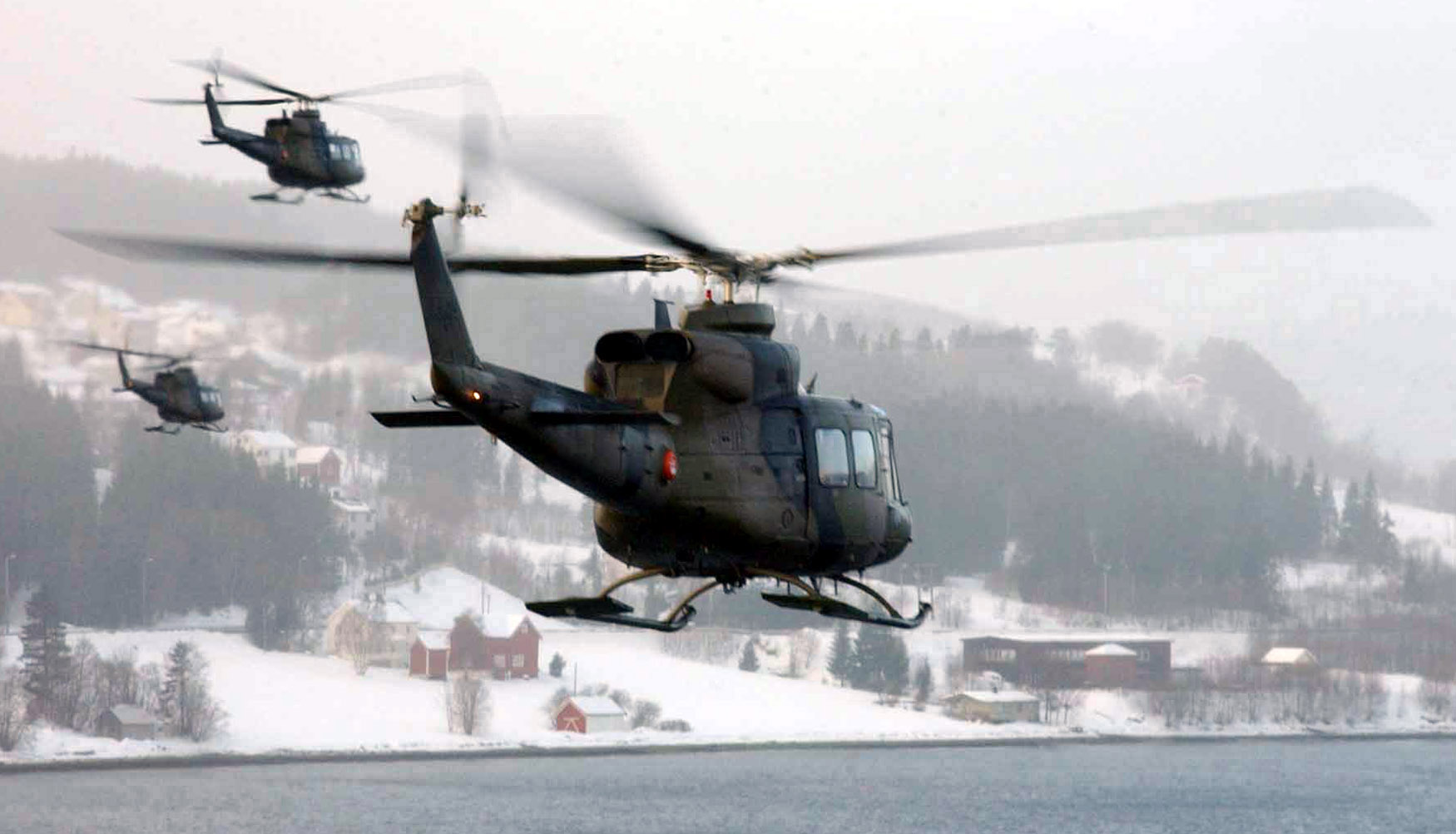
Norweski śmigłowiec wojskowy typu Bell 412SP

Norwegia dysponuje trzema rodzajami sił zbrojnych: wojskami lądowymi, marynarką wojenną oraz siłami powietrznymi. Uzbrojenie sił lądowych Norwegii składało się w 2020 roku z: 52 czołgów, 730 opancerzonych pojazdów bojowych, 80 dział samobieżnych oraz 12 wieloprowadnicowych wyrzutni rakietowych. Marynarka wojenna Norwegii dysponowała w 2020 roku: 26 okrętami obrony przybrzeża, 6 okrętami obrony przeciwminowej, 6 okrętami podwodnymi oraz 4 fregatami.
Wojska norweskie w 2020 roku liczyły 24 tys. żołnierzy służby czynnej oraz 40 tys. rezerwistów. Według rankingu Global Firepower (2024) norweskie siły zbrojne stanowią 41. siłę militarną na świecie, z rocznym budżetem na cele obronne w wysokości 8,3 mld dolarów (USD).

## Gospodarka

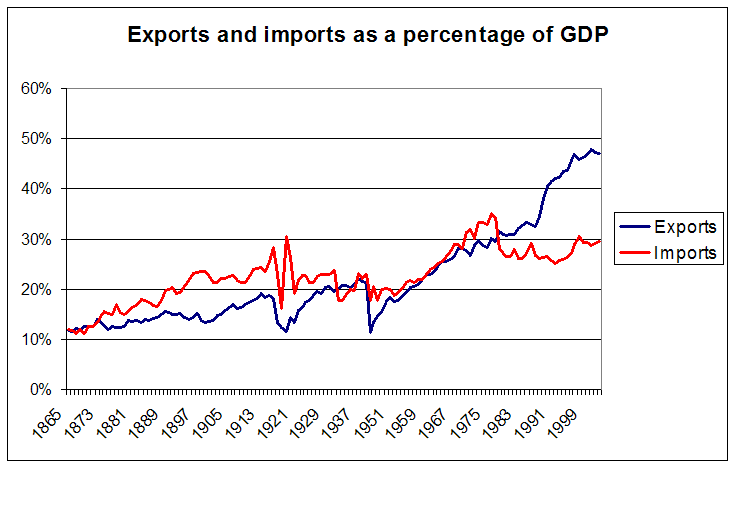
Eksport i import

Norwegia jest wysoko rozwiniętym krajem. Norweski PKB wynosił w 2006 roku nominalnie 335,2 mld dolarów, a po zmierzeniu parytetem siły nabywczej 191,7 mld dolarów amerykańskich. PKB per capita wynosił nominalnie 72 306 dolarów (2. miejsce po Luksemburgu), a po zmierzeniu parytetem siły nabywczej 43 574 dolarów (3. miejsce na świecie). Podatki stanowią 46% PKB, przy czym dużą część dochodów budżetowych stanowią dochody z państwowych firm wydobywczych. Współczynnik Giniego, czyli poziom rozpiętości w dochodach, wynosi 0,26 i należy do najniższych na świecie. W 1993 norweskie rezerwy złota wynosiły: 1,20 mln uncji, dewizowe 11,9 mld dolarów. W pierwszej połowie lat 80. przyrost produktu krajowego brutto wynosił średnio rocznie 3,4%, w drugiej połowie obniżał się średnio rocznie o 2,2%. Wskutek ograniczenia inwestycji nastąpił wzrost inflacji i bezrobocia, szczególnie wyraźnie zaznaczyła się stagnacja w budownictwie i produkcji rolnej, której wskaźnik przyrostu 1986-1990 wynosił zaledwie 0,9%. Stopniowy rozwój następował w usługach, transporcie i łączności i w mniejszym stopniu w przemyśle. W 1992 przemysł łącznie z górnictwem i energetyką wytworzył 30,8% produktu krajowego brutto, budownictwo – 3,9%, transport i łączność – 10,5%, handel i usługi – 15,9%, finanse i ubezpieczenia – 13,7%, rolnictwo, leśnictwo i rybołówstwo – 2,9%.

### Przemysł
Najważniejszymi surowcami mineralnymi są ropa naftowa, wydobywana w 70% przez państwową firmę Equinor, i gaz ziemny wydobywane z norweskiego sektora szelfu na Morzu Północnym i Morzu Norweskim, poza tym eksploatuje się rudy żelaza (głównie okręg Kirkenes), miedzi – koło Løkken, Sulitjelma i Røros, tytanu, niklu i molibdenu – w Knaben (jedno z najważniejszych złóż w Europie), także rudy cynku i ołowiu oraz srebro, siarkę, surowce skalne – wapienie i granity.
Głównymi gałęziami przemysłu przetwórczego są: przemysł elektrochemiczny z produkcją m.in. ciężkiej wody, amoniaku, chloru i karbidu, środków transportowych, zwłaszcza stocznie (w tym także budowa platform wiertniczych do wydobywania ropy naftowej i gazu ziemnego), tradycyjny, oparty na bogatych zasobach leśnych, przemysł drzewny i celulozowo-papierniczy, hutnictwo żelaza, aluminium i cynku, rafinacja miedzi oraz przemysł: maszynowy, metalurgiczny, włókienniczy, elektrotechniczny, spożywczy (zwłaszcza rybny), porcelanowy i rafineryjny.
Ośrodki przemysłowe skupione są w południowej części kraju oraz na jego wybrzeżach, a największym jest Oslo.

### Energetyka
Norwegia ma dobrze rozwiniętą energetykę. Produkcja energii elektrycznej w przeliczeniu na 1 mieszkańca wyniosła w 1995 roku 27 562 kWh i była najwyższa na świecie. Moc zainstalowana w elektrowniach wynosi netto 27 281 MW. Według danych z 2005 roku, roczna produkcja energii w tym kraju wynosiła 137,8 TWh z czego 136 TWh pochodziło z elektrowni wodnych. Jednocześnie zużycie energii w tym czasie kształtowało się na poziomie 125,8 TWh.
Elektrownie: wodne 98,6%, węglowe 1,35%, słoneczne 0,05%

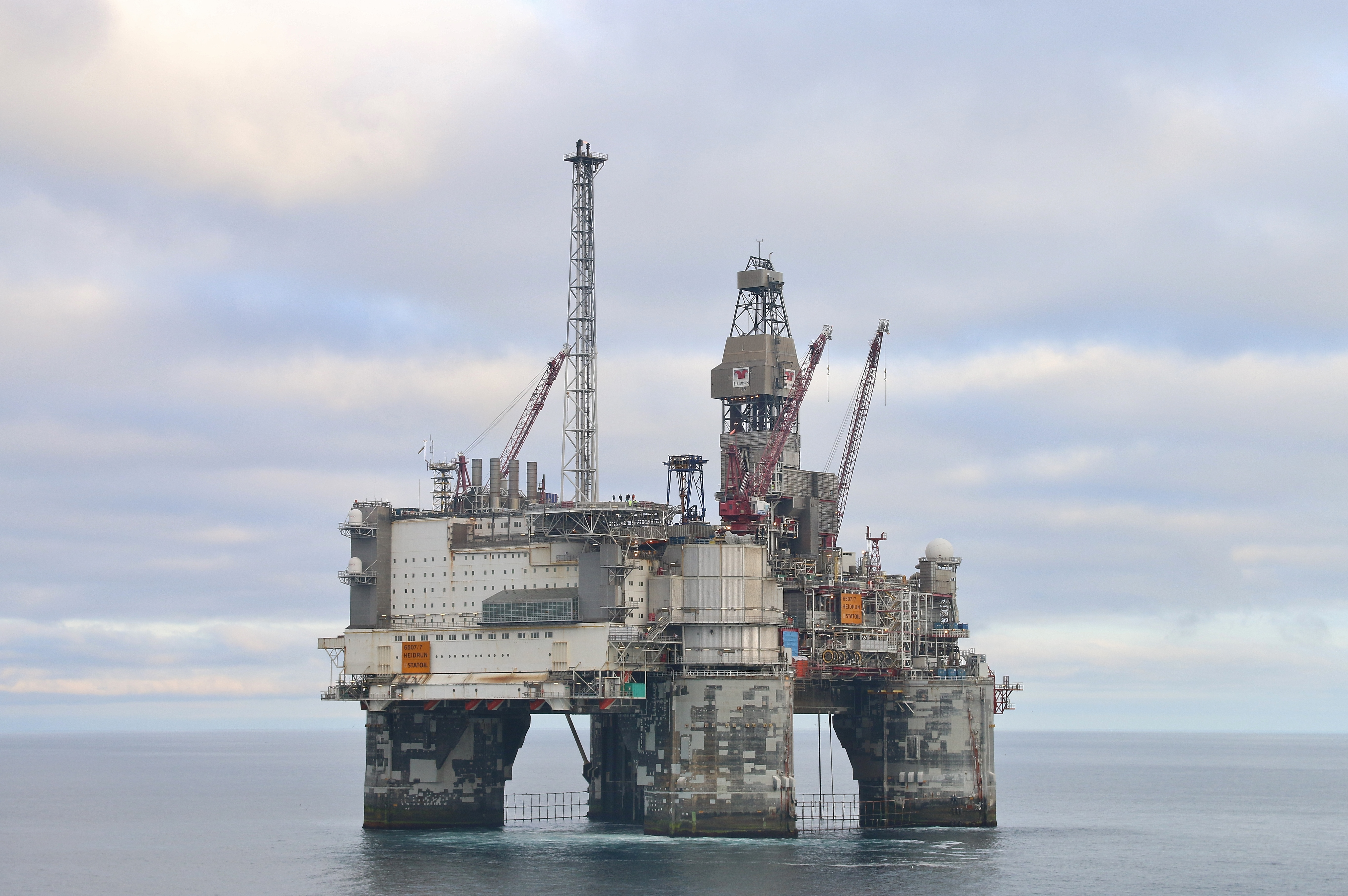
Od lat 70. wydobycie ropy naftowej pomaga w rozwoju norweskiej gospodarki i finansowaniu państwa norweskiego

### Rybołówstwo, rolnictwo i leśnictwo
Ważnym działem gospodarki Norwegii pozostaje, między innymi dzięki obfitości ryb w wodach przybrzeżnych, rybołówstwo, mimo rzeczywistego zmniejszania się połowów. 1980 – 2409 tys. t, 1985 – 2119 tys. t, 1989 – 1909 tys. t, 1991 – 2096 tys. t. W przeliczeniu na 1 mieszkańca – 488 kg (2000), co daje Norwegii 2. miejsce na świecie (po Islandii). Łowi się głównie śledzie, makrele i dorsze (do 1987 również wieloryby). Wyporność floty rybackiej 1991 wynosiła 281 tys. BRT. Największymi portami rybackimi są Bergen i Stavanger. Norwegia jest największym producentem i odpowiada za ponad 50% światowej produkcji łososia.
Norwegia ma jeden z najniższych w Europie odsetek użytków rolnych – 3% ogólnej powierzchni kraju. Grunty orne i sady zajmują 0,9 mln ha, łąki i pastwiska – 0,1 mln ha. Rolnictwo charakteryzuje wysoki stopień mechanizacji (1 ciągnik przypada na 6,3 ha użytków) oraz zużycia nawozów sztucznych – 199 kg na 1 ha (2000). Podstawą produkcji rolnej jest hodowla bydła (1011 tysięcy sztuk – 1992), głównie typu mlecznego, i owiec (2,3 mln sztuk), a na północy reniferów. Powszechna była hodowla zwierząt futerkowych, zwłaszcza lisów. W 2018 roku norweski parlament podjął decyzję o wprowadzeniu zakazu hodowli zwierząt na futra wskazując, że jest to działalność sprzeczna z dobrostanem zwierząt. Hodowcy mieli zakończyć działalność do 2025 roku. Stało się to jednak dwa lata wcześniej – z początkiem 2023 roku zamknięte zostały dwie ostatnie aktywne fermy w Norwegii. Ze względu na krótki okres wegetacyjny w Norwegii uprawia się: ze zbóż głównie jęczmień (zbiory 2000) – 590 tys. t oraz owies – 450 tys. t, poza tym ziemniaki – 450 tys. t i rośliny pastewne. Coraz większe znaczenie gospodarcze zyskuje uprawa warzyw i drzew owocowych, głównie w południowej części kraju.
Duże znaczenie w gospodarce odgrywa leśnictwo. Lasy i grunty zadrzewione zajmują około 119 000 km², tj. 37% powierzchni kontynentalnej Norwegii. Z tego około 86 600 km² uważa się za lasy produkcyjne. Lasy produkcyjne są podzielone na 125 tys. jednostek leśnych. Około 79% produkcyjnych obszarów leśnych jest własnością osób prywatnych. W 1994 r. stan zasobów drewna wynosił 616 mln m³, z czego 46% stanowił świerk, 33% sosna i 21% drzewa liściaste. W sumie Norwegia ma dziś prawie 11 miliardów drzew o średnicy pięciu i więcej centymetrów. Pomimo długiego okresu pozyskiwania drewna na stabilnym, wysokim poziomie, ilość drewna w norweskich lasach wzrosła w ciągu ostatnich 100 lat z 300 milionów m³ w 1919 roku do około 900 milionów m³ obecnie. Roczny przyrost masy drewna w lasach norweskich wynosi średnio około 25 milionów m³. Za połowę tego przyrostu odpowiada świerk. Ukierunkowany wzrost produkcji drewna odbywa się jednak częściowo kosztem różnorodności biologicznej. Większość obecnych lasów uprawiana jest w formie monokultur, zwykle równowiekowych. Każdego roku w kraju pozyskuje się około dziesięciu milionów m³ drewna. W przypadku pozyskiwania drewna właściciele lasów w Norwegii są zobowiązani do wspierania zadrzewień poprzez sadzenie nowych lasów lub pozostawianie drzew nasiennych, aby zapewnić naturalne odnowienia.
W leśnictwie i branżach pokrewnych jest zatrudnionych ok. 25 tys. osób. Norweska Federacja Właścicieli Lasów wraz z licznymi spółdzielniami regionalnymi jest główną organizacją gospodarczą właścicieli lasów. Zrzesza 40 tys. członków i właścicieli z 80% udziałem w rynku handlu drewnem. Pozyskana masa drewna jest użytkowana w postaci materiału budowlanego (drewno okrągłe, tarcica, kantówka itp.) oraz przetwarzana na papier i tektury, płyty pilśniowe i wiórowe, sklejki, watę celulozową, a także na biochemikalia, takie jak etanol, celuloza i lignina. Duża część produkowanej masy wykorzystywana jest jako paliwo.

## Podział administracyjny
Norwegia podzielona jest na 5 regionów (landsdeler) i 15 okręgów (norw. fylker), które dalej dzielą się na 357 gmin (2024).

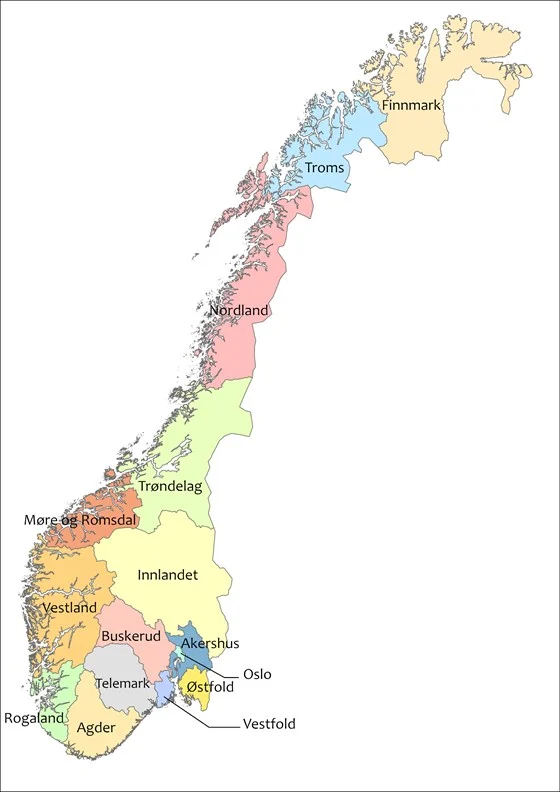
Okręgi Norwegii od 14 czerwca 2022 r.

| Kod ISO | Okręg           | Stolica      |
| ------- | --------------- | ------------ |
| NO-03   | Oslo            | Oslo         |
| NO-11   | Rogaland        | Stavanger    |
| NO-15   | Møre og Romsdal | Molde        |
| NO-18   | Nordland        | Bodø         |
| NO-31   | Østfold         | Sarpsborg    |
| NO-32   | Akershus        | Oslo         |
| NO-33   | Buskerud        | Drammen      |
| NO-34   | Innlandet       | Hamar        |
| NO-39   | Vestfold        | Tønsberg     |
| NO-40   | Telemark        | Skien        |
| NO-42   | Agder           | Kristiansand |
| NO-46   | Vestland        | Bergen       |
| NO-50   | Trøndelag       | Steinkjer    |
| NO-55   | Troms           | Tromsø       |
| NO-56   | Finnmark        | Vadsø        |

## Demografia

Demografia Norwegii

### Miasta Norwegii
Poniższa lista przedstawia największe miasta Norwegii według danych z 5 stycznia 2023 r.:
| 1  | Oslo         | Oslo       | 709 037 |
| 2  | Bergen       | Vestlandet | 289 330 |
| 3  | Trondheim    | Trøndelag  | 212 660 |
| 4  | Stavanger    | Rogaland   | 146 011 |
| 5  | Bærum        | Viken      | 129 874 |
| 6  | Kristiansand | Agder      | 115 569 |
| 7  | Drammen      | Viken      | 103 291 |
| 8  | Asker        | Viken      | 97 784  |
| 9  | Lillestrøm   | Viken      | 91 515  |
| 10 | Fredrikstad  | Viken      | 84 444  |

### Skład etniczny

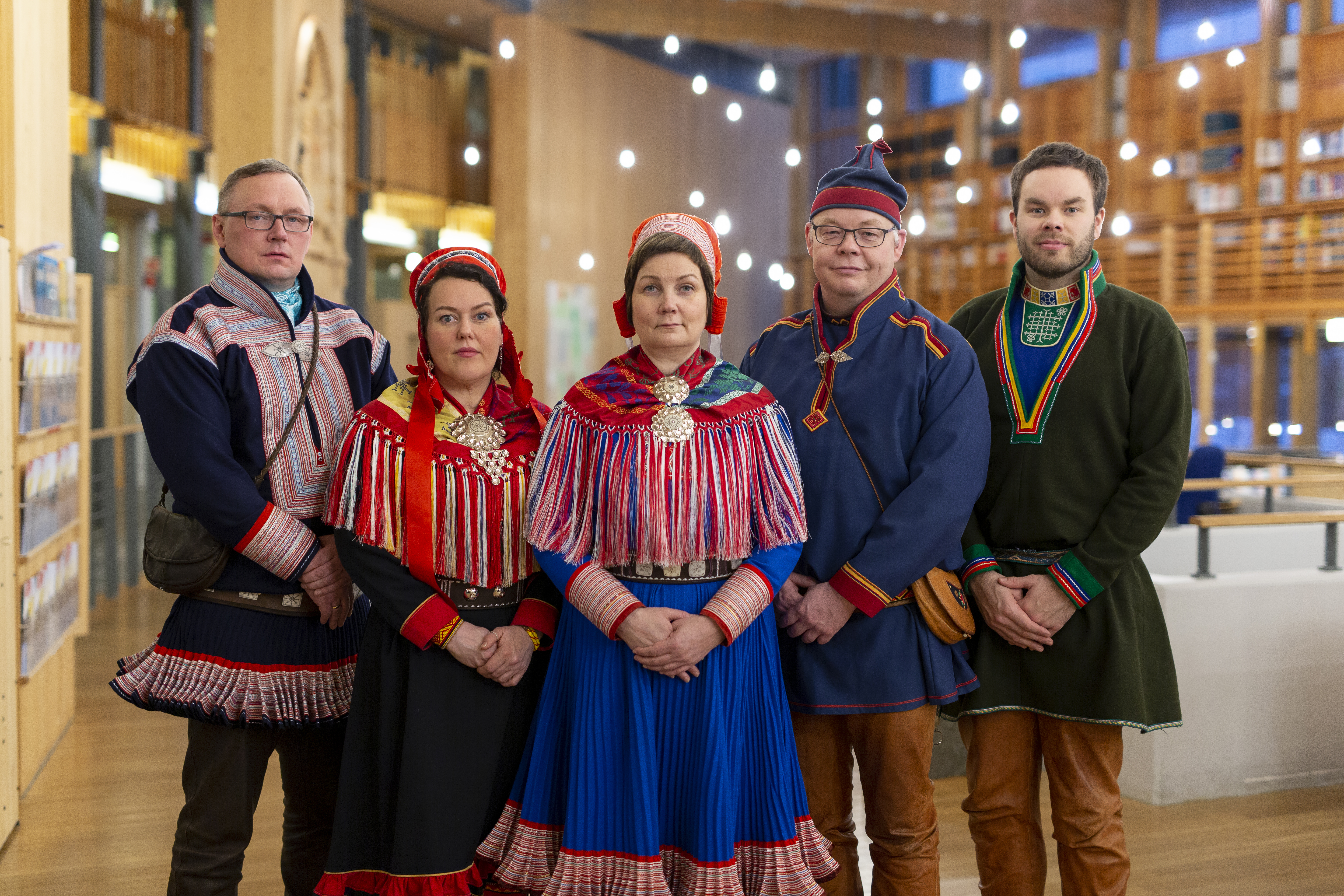
Członkowie parlamentu Saamów (Sametinget) na lata 2017–2021

Największe narodowości i grupy etniczne w Norwegii:
| Grupa etniczna         | Język      | Liczebność w tys. (2022) | Procent ludności |
| ---------------------- | ---------- | ------------------------ | ---------------- |
| Norwegowie             | norweski   | 4511                     | 83,01%           |
| Polacy                 | polski     | 118                      | 2.17%            |
| Litwini                | litewski   | 49                       | 0,90%            |
| Somalowie              | somalijski | 44                       | 0,80%            |
| Szwedzi                | szwedzki   | 39                       | 0,71%            |
| Arabowie z Syrii       | arabski    | 38                       | 0,69%            |
| Arabowie z Iraku       | arabski    | 35                       | 0,64%            |
| Pakistańczycy, Hindusi | urdu       | 34                       | 0.62%            |
| Lapończycy (3 grupy)   | lapońskie  | 33                       | 0,60%            |
| Tigre                  | tigre      | 30                       | 0,55%            |
| Niemcy                 | niemiecki  | 29                       | 0,53%            |

### Religie

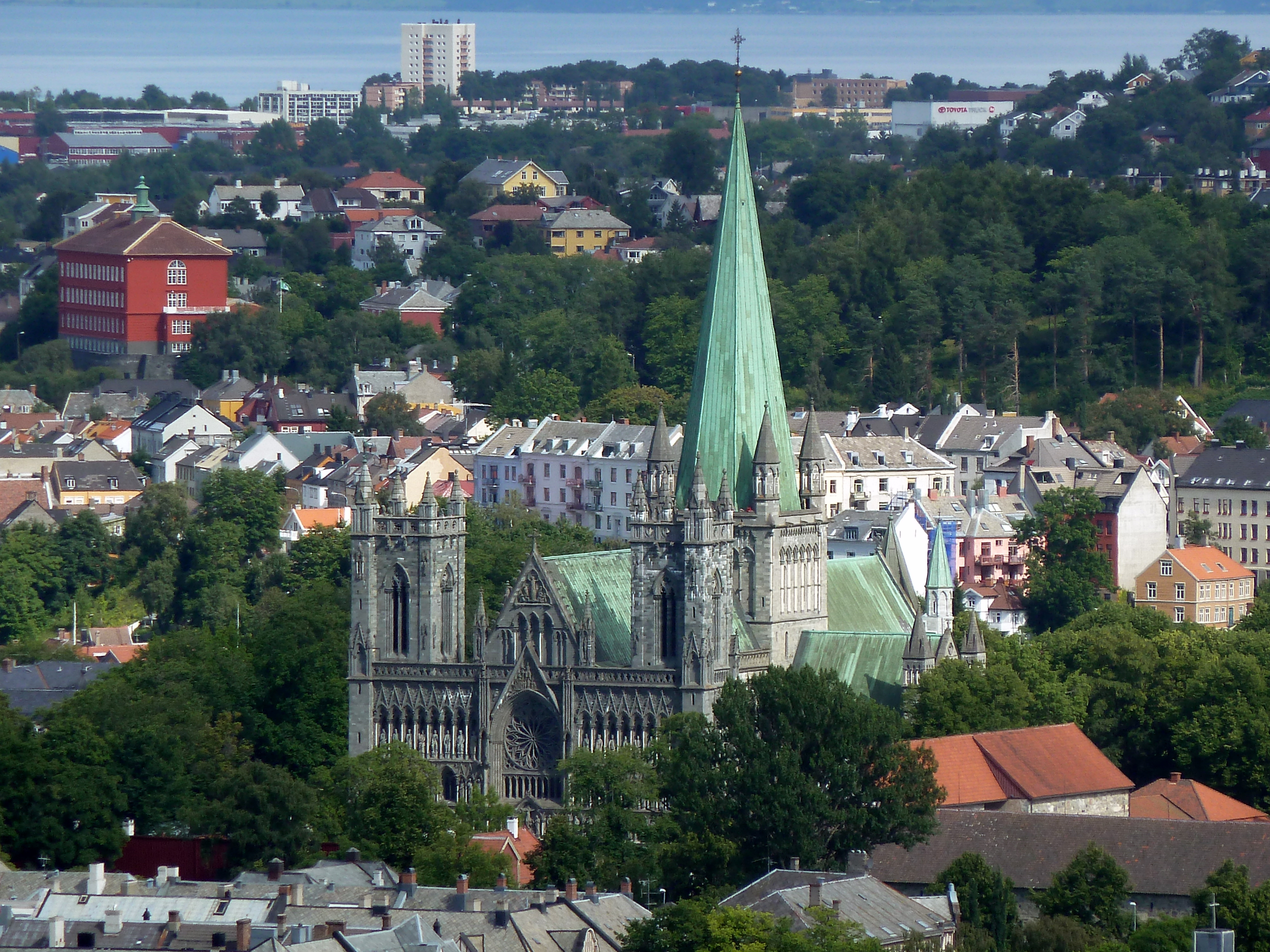
Katedra Nidaros w Trondheim

Udział poszczególnych wyznań w populacji Norwegii (według Statistics Norway w 2019 r.):
- protestanci – 71,8%:
  - luteranie – 68,7%
  - zielonoświątkowcy, baptyści, metodyści, adwentyści i inni – 3,1%
- bezwyznaniowi – 20,3%
- muzułmanie – 3,4%
- katolicy – 3,1%
- prawosławni – 0,5%
- buddyści – 0,4%
- świadkowie Jehowy – 0,2%
- hindusi – 0,2%
- sikhowie – 0,1%
- wyznawcy innych religii – 0,1%.

## Kultura

### Literatura

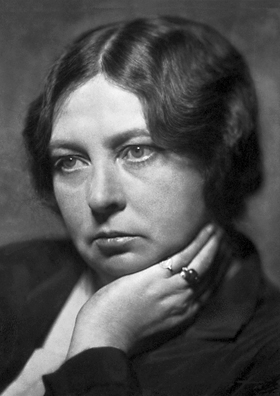

W XX wieku trzej norwescy powieściopisarze otrzymali Nagrodę Nobla w dziedzinie literatury:
- Bjørnstjerne Bjørnson w 1903 r.
- Knut Hamsun w 1920 r.
- Sigrid Undset w 1928 r. (autorka Krystyny, córki Lavransa).

### Media
Funkcję telewizji publicznej pełni NRK.
Największe gazety to: Aftenposten i Verdens Gang.

### Lista światowego dziedzictwa UNESCO

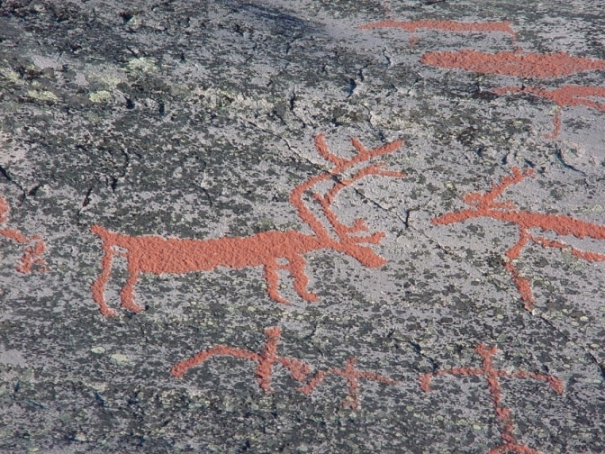
Petroglify z Alty

Na Listę Światowego Dziedzictwa w Norwegii zostało wpisanych osiem miejsc:
- Bryggen w Bergen (1979),
- kościół klepkowy Urnes (1979),
- górskie miasteczko Røros i jego obwód (1980),
- petroglify w Alta (1985),
- wyspy Vegaøyan w Nordland (2004),
- Południk Struvego (2005),
- fiordy: Geirangerfjorden i Nærøyfjorden (2005),
- dziedzictwo przemysłowe Rjukan-Notodden (2015).

### Sport

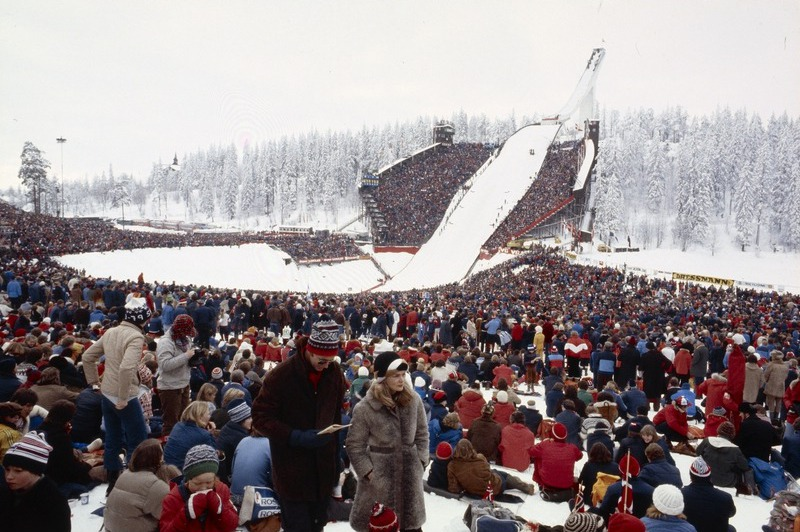
Skocznia narciarska Holmenkollbakken w Oslo

Ważną rolę w życiu kraju stanowi sport. Położona na północy Europy Norwegia miała i ma wielu wybitnych przedstawicieli przede wszystkim w sportach zimowych, jak również wiele ośrodków i obiektów zarówno rekreacyjnych, nastawionych na turystów, jak i specjalistycznych, przeznaczonych dla profesjonalistów. Norwegia jest jednym z niewielu krajów świata, w którym najpopularniejszymi dyscyplinami sportu są sporty zimowe. Z przeprowadzonych pod koniec 2011 roku badań wynika, że sportem numer jeden są biegi narciarskie, drugą pozycję zajął biathlon, a uchodząca za najpopularniejszy sport w Europie i zarazem na świecie piłka nożna uplasowała się dopiero na trzecim miejscu. Wielkie tradycje i ogromna popularność zimowych dyscyplin sportu sprawiają, że niemal co roku w Norwegii odbywają się zawody najwyższej rangi. Głównie w biegach narciarskich i biathlonie, ale również w narciarstwie alpejskim. Także w sportach letnich sportowcy i zespoły tego kraju osiągają wartościowe wyniki zarówno na arenach europejskich, jak i światowych. Obecnie do najwybitniejszych norweskich sportowców należą: Ole Einar Bjørndalen, Marit Bjoergen, Petter Northug, Emil Hegle Svendsen, Tarjei Bø, Aksel Lund Svindal, Thor Hushovd, Edvald Boasson Hagen, Tom Hilde, Anders Bardal, Therese Johaug, Ole Gunnar Solskjær i Erling Håland. Między innymi dzięki nim, Norwegia zajmuje pierwsze miejsce w medalowej klasyfikacji wszech czasów na zimowych igrzyskach olimpijskich, mając 329 medali na koncie.

### Święta państwowe
- 1 stycznia: Nowy Rok
- Wielki Czwartek
- Wielki Piątek
- Niedziela Wielkanocna
- Poniedziałek Wielkanocny
- 1 maja: Święto Pracy

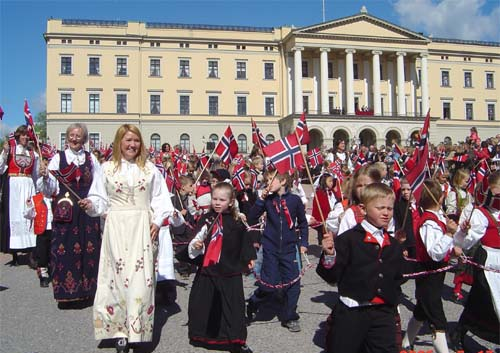
Parada dziecięca przed pałacem królewskim w Oslo podczas obchodów norweskiego dnia konstytucji w 2005 roku

- 17 maja: Narodowe Święto Konstytucji[26]
- Święto Wniebowstąpienia
- Zielone Świątki
- 7 czerwca: Dzień Niepodległości
- Zielony Poniedziałek
- 24 grudnia: Wigilia (sklepy zamykane są wcześniej)
- 25 grudnia: Boże Narodzenie
- 26 grudnia: drugi dzień Świąt Bożego Narodzenia

## Galeria

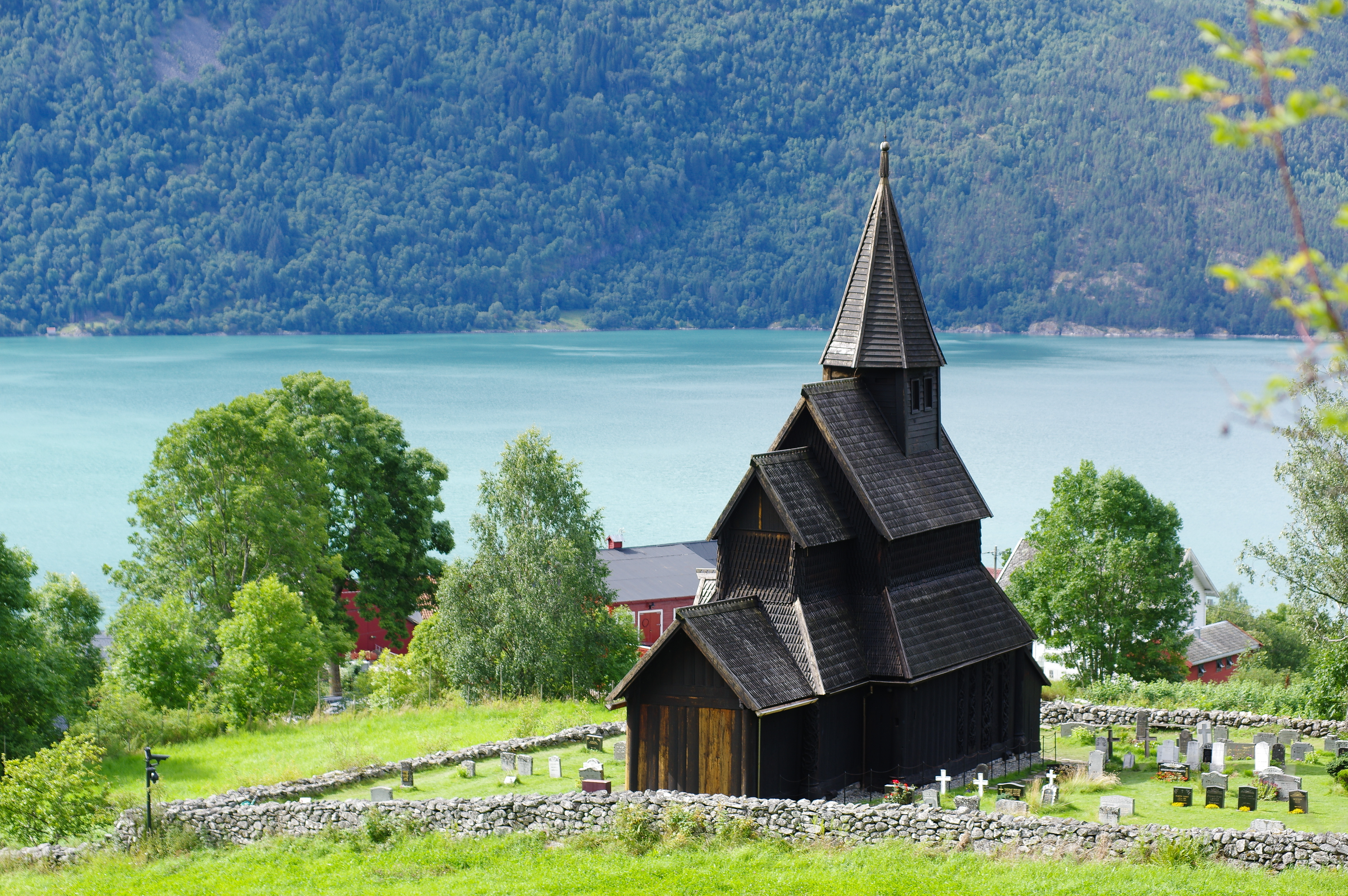
Kościół klepkowy Urnes
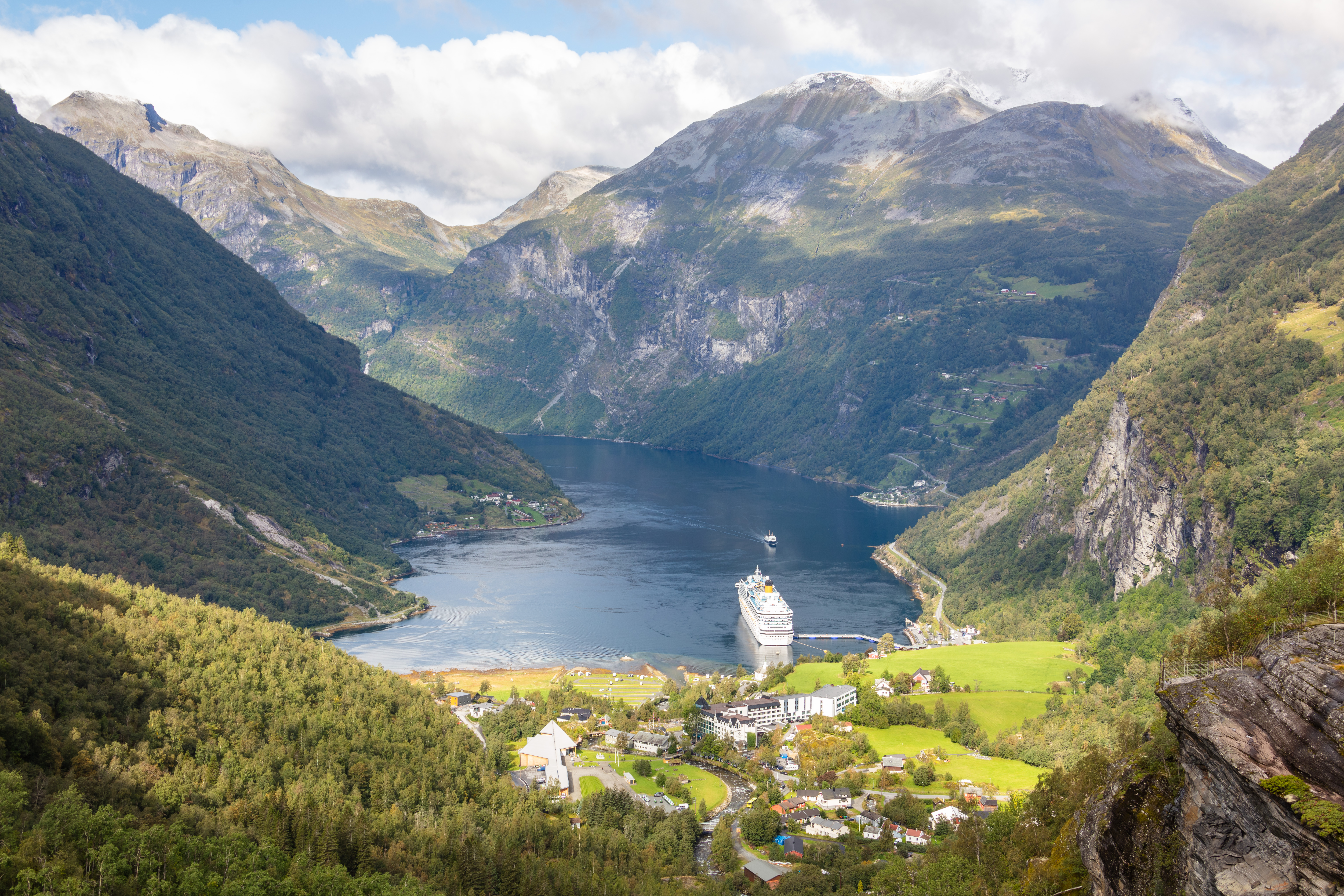
Geirangerfjorden
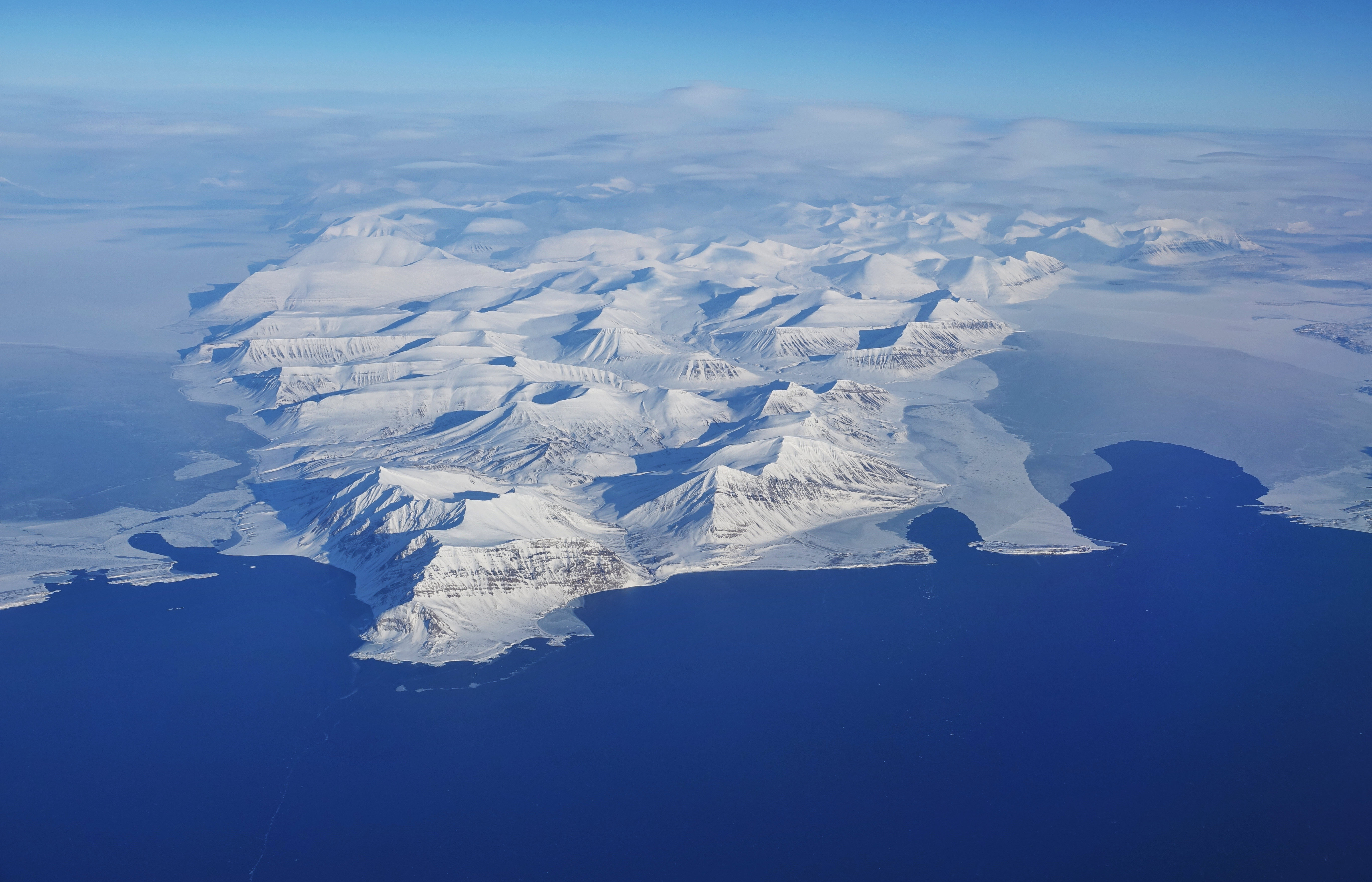
Spitsbergen
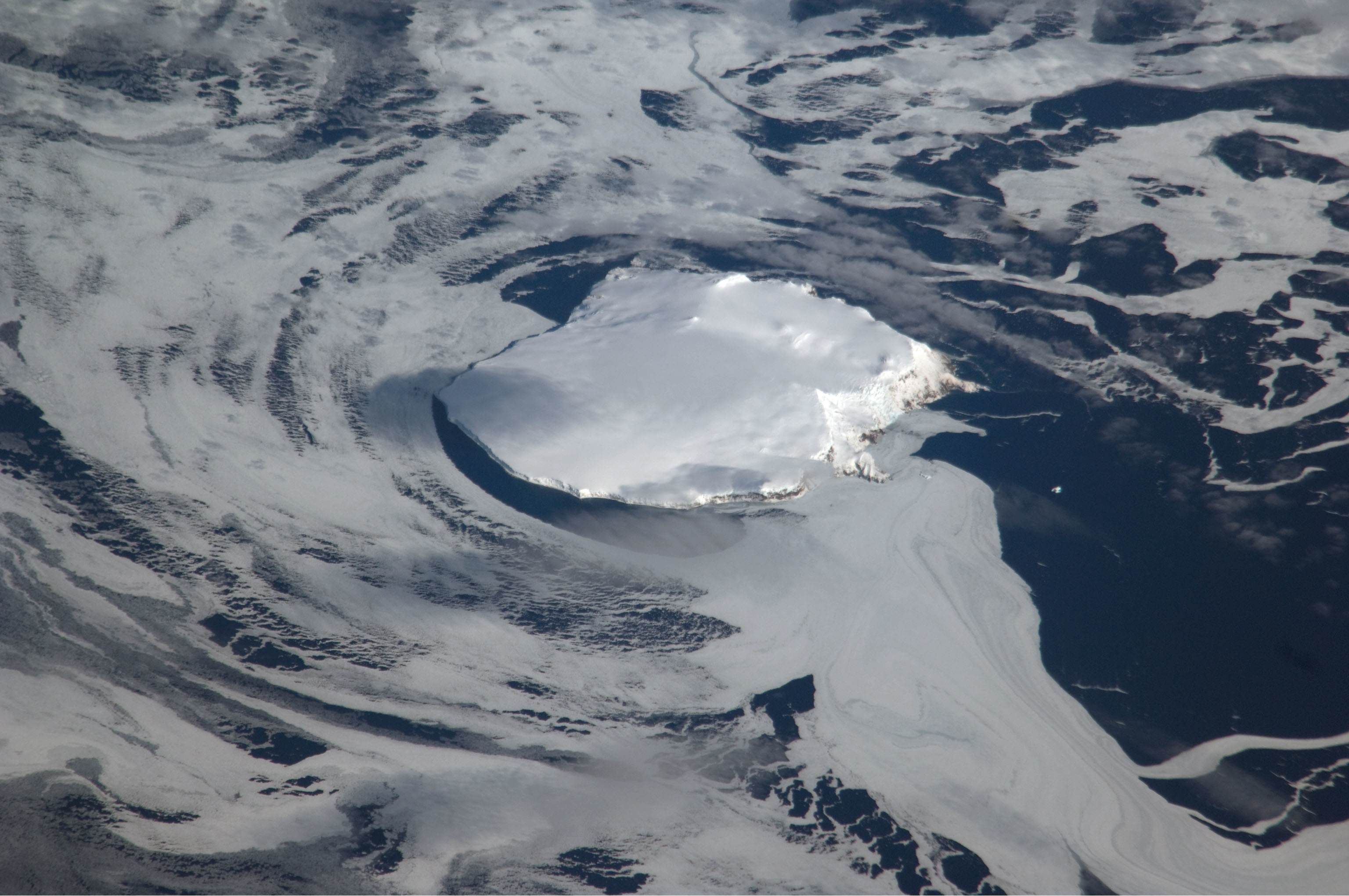
Wyspa Bouveta na południowym Atlantyku
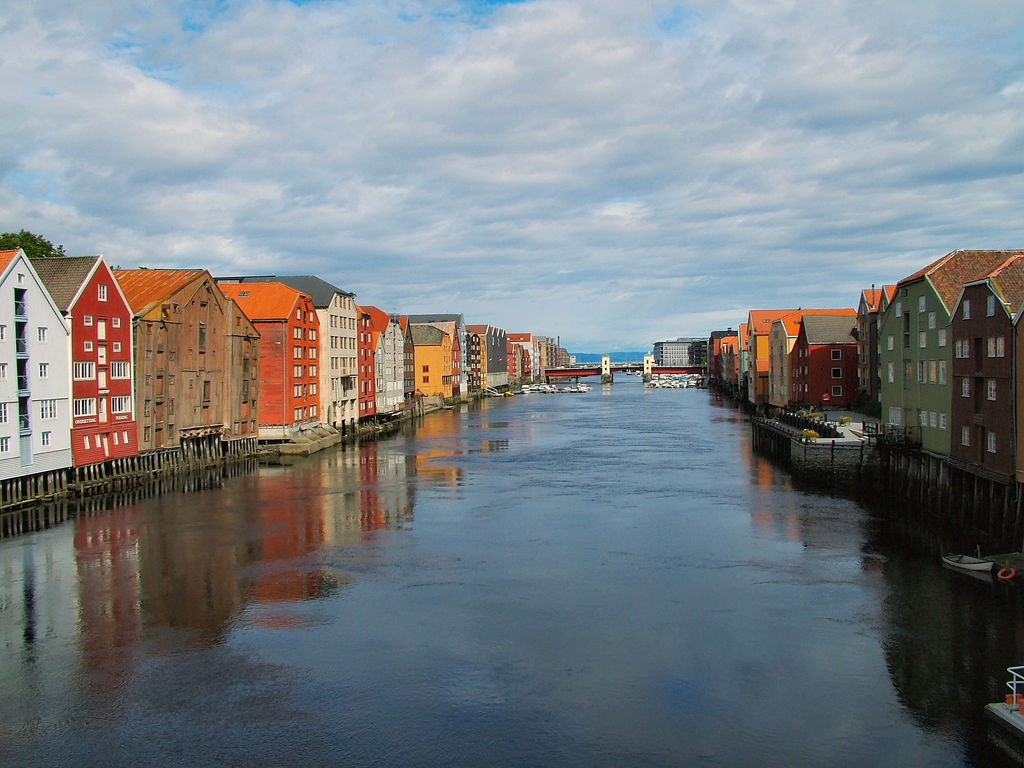
Rzeka Nidelva płynąca przez Trondheim
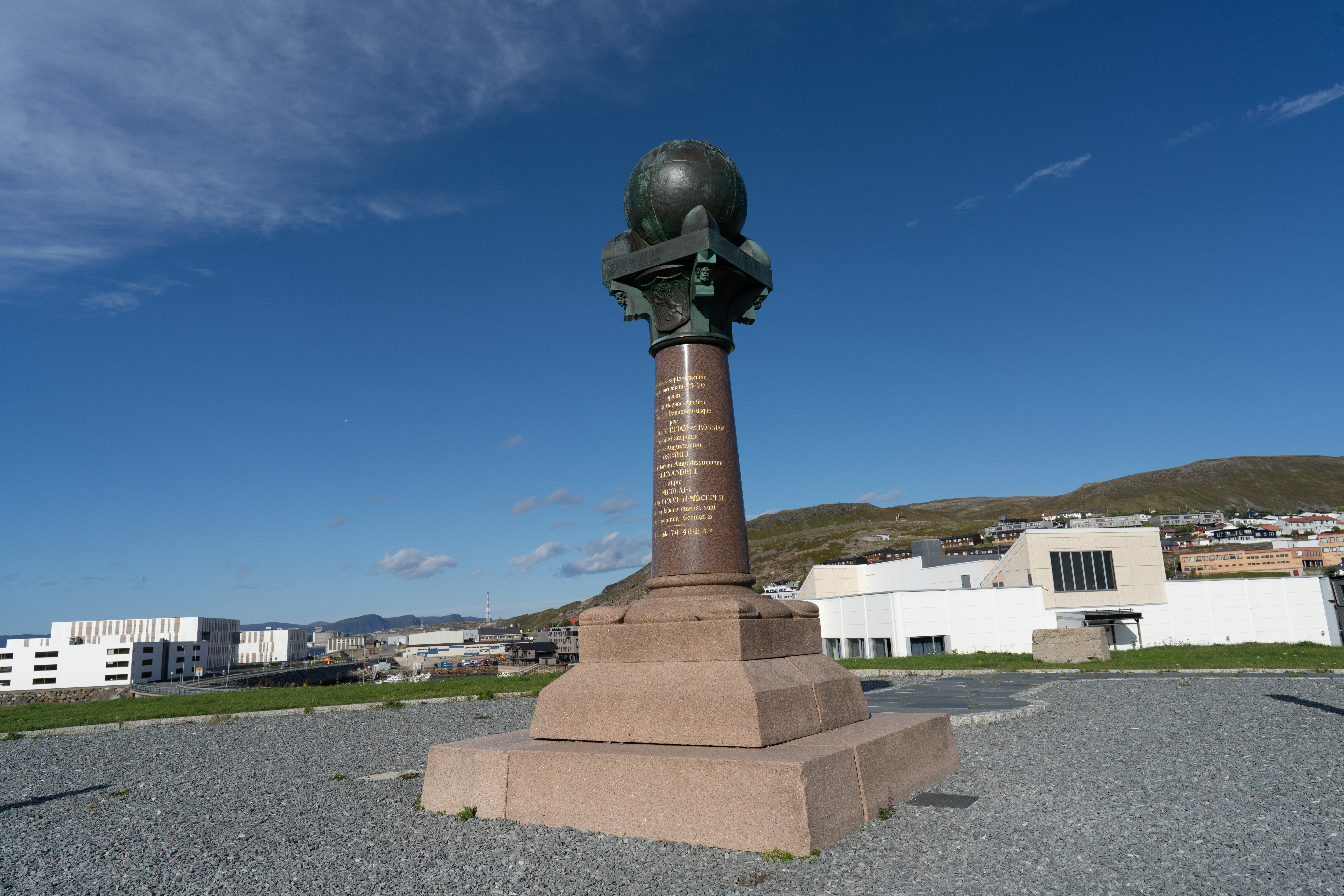
Obelisk w Fuglenes koło Hammerfest, od którego zaczyna się Południk Struvego